# L'Esbojarrada
L'Esbojarrada és una comèdia barcelonina en quatre actes i en prosa, original d'Antoni Muntañola, estrenada al teatre Catalunya de Barcelona, la nit del 20 d'abril de 1912, per la companyia d'actors del Sindicat d'Autors Dramàtics Catalans.

## Repartiment de l'estrena
- Marí: Emília Baró
- Isabel: Elvira Fremont
- Donya Carme: Antònia Verdier
- Beatriu: Carme Roldan
- Donya Eulàlia: Dolors Pla
- Josep Anton: Carme Buxadós
- Margarida: Ramona Mestres
- Donya Montserrat: Pilar Castejon
- Cambrera: Josepa Persiva
- Ramon Martí: Jaume Borràs
- Senyor Font: Josep Bergés
- Lluís: Rafael Bardem
- Don Enric Castellvell: Lluís Blanca
- Don Joan: Carles Capdevila
- Vives: August Barbosa
- Renom: Avel·lí Galceran
- Senyor Pujades: Eduard Torres
- Manuel: Jaume Donato
- Meritori: Andreu Guixer